# Näsbyholms station
Näsbyholms station var en station på Malmö–Ystads järnväg belägen vid kilometer 33,945 och 41 m ö.h. mellan stationerna Börringe och Skurup. Stationen invigdes i samband med linjens öppnande den 21 december 1874, gjordes om till hållplats 1960 och lades ner den 31 maj 1970. Stationsbyggnaden (som år 2022 fanns kvar) ligger strax norr om Tärnö gård, drygt två kilometer nordväst om Näsbyholms slott, i Gärdslövs socken, Trelleborgs kommun. På stationen fanns även ett postkontor från 1874 till 1961.